# Список умерших в 582 году

## Март
- 29 марта — Редукс Неаполитанский, епископ Неаполя (579—582); святой, почитаемый в Римско-католической церкви.

## Апрель
- 5 апреля — Евтихий, патриарх Константинопольский (552—565, 577—582), святой Православной церкви.

## Август
- 14 августа — Тиберий II, император Византии (578—582).

## Дата смерти неизвестна или требует уточнения
- Агафий Миринейский, византийский поэт и историк.
- Тамхосров, сасанидский полководец.
- Феликс Нантский, 16-й епископ Нанта (548/549—582/584).
- Юстиниан, восточный римский аристократ и полководец.